# ゲゲゲの鬼太郎 (テレビアニメ第1シリーズ)
『ゲゲゲの鬼太郎』（ゲゲゲのきたろう）は、1968年1月3日から1969年3月30日までフジテレビほかで全65話が放送された、東映アニメーション制作のテレビアニメ。水木しげるの漫画『ゲゲゲの鬼太郎』を原作とする、妖怪アニメ作品のテレビシリーズとしては1シリーズ目に当たる。

## 概要
鬼太郎初のアニメ作品で唯一のモノクロ放送。原作のグロテスクさや下ネタ、社会風刺の部分を抑えた以外はほぼ忠実に映像化した。人間に災いをもたらす妖怪を鬼太郎が人間の側に立って倒す勧善懲悪型のストーリーが中心で、鬼太郎の性格も原作より更に親しみやすい善の個性となった。こうして鬼太郎は子供達の新たなヒーローとして人気を博し、妖怪ブームを生み出す原動力となった。平均視聴率は17.2％（ビデオリサーチ関東地区調べ）。
音楽にはその後の日本音楽界の重鎮、いずみたくが起用された。主題歌、エンディングのみならず、オーケストラなどを存分に使ったBGMのレベルが非常に高いこともこの第1、第2シリーズを盛り上げるのに多大な貢献をしている。主題歌は当時、いずみと親交が深かった熊倉一雄が、エンディングはいずみのCMソングを数多く歌っていた加藤みどりが歌っている。主題歌レコードは30万枚以上を売り上げた。
主役の鬼太郎の声優には野沢雅子が起用された。当時から既に人気声優の1人だった野沢だが、それまでは脇役ばかりでテレビアニメの主人公を演じるのは本作が最初であった。またサブタイトルの字体やロゴ表示演出、予告編のナレーターが毎回違うのも、本作や次の第2シリーズの特徴である。
鬼太郎親子に味方する砂かけ婆や子泣き爺などの仲間が集う「ゲゲゲの森」の概念も、本アニメの放送開始に伴い確立した。なお、まだ「鬼太郎ファミリー」と呼べるほどに親密な味方妖怪の絆は描かれず、仲間たちもたまに登場する援護要員的な存在だった。完全に全話登場するのは主役の鬼太郎だけで、ねずみ男は第2話から登場して最終話まで全ての回に姿を見せた。目玉おやじは第1話から登場して全話登場同然の扱いだが、例外的に第7話のみ未登場だった。
殆どの事件は各話毎に解決し、通常は無関係な単発の話が進行するが、原作でも長編だった「大海獣」「妖怪大戦争」「吸血鬼エリート」「妖怪獣」のエピソードは、強大な敵が相手で前・後編となった。本シリーズは65話で一旦終了したが、2年後の1971年にカラー化した続編として第2シリーズが始まる。
次回予告は出演声優が交代で担当し、時々鬼太郎のナレーションもあったが、大半はキャラの声ではなく各回の出演声優による普通の予告ナレーションで解説する形式が取られた。
なお、当初は毎週水曜18:15 - 18:45（JST）で放送されていた。このアニメでは、一貫して再放送枠が放送されていたが、1968年4月7日放送分以降は毎週日曜18:30 - 19:00（JST）に変更されていた。この枠の前番組は『マッハGoGoGo』、後番組は『忍風カムイ外伝』だった。

### 後年の代表的な再放送の事例
第1シリーズはモノクロだったため、1970年代以降に日本のテレビ番組はカラー化していった事もあり、再放送されることは少ない。しかし、鬼太郎という作品の知名度が後押しし、2009年7月から2010年2月までCS放送の東映チャンネルをはじめ、有料放送では度々放送されている。（画面下に「この番組は白黒でお送りします」とテロップを添えたり、画面右下の隅に「白黒」とテロップを添えて放送した事もある）
モノクロ作品としては珍しく、地上波のローカル局であるTOKYO MXでも再放送の事例がある。
- 水木しげるの生誕100周年記念展開の一環として、『ゲゲゲの鬼太郎』歴代セレクションと題し、2022年4月から2023年4月にかけて本シリーズから第5シリーズの全話から人気のエピソードや有名な妖怪登場エピソード群を選んで放送する企画。
- 第1シリーズからは第1話、第2話、第7話、第19話、第24話、第59話が放送された。

## キャスト
- 鬼太郎 - 野沢雅子
- 目玉おやじ - 田の中勇（第7話は未登場）
- ねずみ男 - 大塚周夫（第2話から登場）
- 砂かけばばあ - 小串容子
- 子泣きじじい - 永井一郎[注 1]
- 一反もめん - 杉浦宏策（第10話）→富田耕吉（第22話）
- ぬりかべ - 北川国彦（第10話）→杉浦宏策（第29話） →内海賢二（第57話）→富田耕吉（第60話）
- ねこ娘[注 2] - 山口奈々（第20話）
- 山小僧（呼子）[注 3] - 大竹宏（第29話）
- バックベアード - 富田耕吉（第10話・第11話、第54話）
- ぬらりひょん - 槐柳二（第12話）

## スタッフ
- 企画：笹谷岩男、斉藤侑
- 原作：水木しげる（週刊少年マガジン連載）
- 音楽：いずみたく
- 製作協力担当：新藤善之、松本貞光
- 作画：高橋春男、前田庸生、米川功真、清山滋崇 他
- 撮影：清水政夫、池田重好、高橋宏固、菅谷正昭、目黒宏、服部正行、吉村次郎、不破孝喜、山田順弘、森山一
- 編集：古村均、花井正明、鈴木寛
- 録音：荒川文雄、波多野勲、石井幸夫、小西進
- 効果：大平紀義
- 記録：関口泰子、多野田文恵、関根絹代、藤井雅子、波多野紘子、二ノ宮恬江、高野ヒサ子、二宮禧代、池田紀代子、竹部ヒサ子、関根節代、河島利子
- 選曲：賀川晴男→宮下滋
- 現像：東映化学[注 4]
- 製作：東映動画
- 製作協力：フジテレビ

## 主題歌

### オープニングテーマ
「ゲゲゲの鬼太郎」
熊倉一雄（キングレコード・朝日ソノラマ）によるオープニングテーマ。作詞は水木しげる、作曲はいずみたく、編曲は大柿隆（映像ではクレジット無し）
本来、鬼太郎の主題歌は週刊少年マガジンの企画で作られた曲だが、現在まで多くの作品で用いられ、様々な歌手や編曲家にアレンジされている。熊倉版は他のバージョンより半音低い嬰ハ短調となっている。

### エンディングテーマ
※本作では、エンディングテーマは全て主題歌としてクレジットされていない。
「カランコロンの歌」
加藤みどりとみすず児童合唱団（キングレコード・朝日ソノラマ）によるエンディングテーマ。作詞は水木しげる、作曲はいずみたく、編曲は親泊正昇。
元は朝日ソノラマがソノシート用に製作した挿入歌「ゲゲゲの鬼太郎」で、「墓場…」が「ゲゲゲ…」と改題した時点でそれに合わせて「カランコロンの歌」と改題され、アニメのエンディングテーマとして使用された。同じ加藤みどりの歌唱によるバージョン違いが各レコード会社で3つ存在する。
「鬼太郎ナイナイ音頭」（27話・28話・31話・32話）
熊倉一雄とみすず児童合唱団（キングレコード・朝日ソノラマ）によるエンディングテーマ。作詞は水木しげる、作曲はいずみたく、編曲は親泊正昇。
東映アニメーション作品では初のアニメ音頭。「ゲゲゲの鬼太郎ナイナイ音頭」という表記もある。
「鬼太郎オリンピック」（41 - 43話）
熊倉一雄（キングレコード・朝日ソノラマ）によるエンディングテーマ。作詞は木谷梨男、作曲はいずみたく、編曲は親泊正昇。
1968年メキシコシティーオリンピック開催に合わせて期間限定で放送された。「メキシコオリンピックマーチ」という表記もある。

## 各話リスト
本作では全編を通して、タイトルコールがない。
| 話数 | 放送日        | サブタイトル           | 脚本       | 演出       | 作画監督   | 美術     |
| ---- | ------------- | ---------------------- | ---------- | ---------- | ---------- | -------- |
| 1    | 1968年 1月3日 | おばけナイター         | 辻真先     | 山口康男   | 我妻宏     | 横井三郎 |
| 2    | 1月10日       | 夜叉                   | 高久進     | 黒田昌郎   | 細田暉雄   | 千葉秀雄 |
| 3    | 1月17日       | 妖怪城                 | 若井基成   | 白根徳重   | 落合道正   | 遠藤重義 |
| 4    | 1月24日       | 吸血鬼ラ・セーヌ       | 雪室俊一   | 高見義雄   | 高橋信也   | 遠藤重義 |
| 5    | 1月31日       | 大海獣（前編）         | 辻真先     | 設楽博     | 田島実     | 山崎誠   |
| 6    | 2月7日        | 大海獣（後編）         | 辻真先     | 設楽博     | 田島実     | 山崎誠   |
| 7    | 2月14日       | ゆうれい電車           | 鈴樹三千夫 | 村山鎭雄   | 羽根章悦   | 山崎誠   |
| 8    | 2月21日       | 鏡爺                   | 安藤豊弘   | 明比正行   | 古沢日出夫 | 山崎誠   |
| 9    | 2月28日       | 見上げ入道             | 雪室俊一   | 白根徳重   | 落合道正   | 千葉秀雄 |
| 10   | 3月6日        | 妖怪大戦争（前編）     | 雪室俊一   | 茂野一清   | 生頼昭憲   | 千葉秀雄 |
| 11   | 3月13日       | 妖怪大戦争（後編）     | 雪室俊一   | 茂野一清   | 生頼昭憲   | 千葉秀雄 |
| 12   | 3月20日       | 妖怪ぬらりひょん       | 安藤豊弘   | 西沢信孝   | 高橋信也   | 横井三郎 |
| 13   | 3月27日       | 地獄流し               | 鈴樹三千夫 | 久岡敬史   | 我妻宏     | 遠藤重義 |
| 14   | 4月7日        | 水虎                   | 高久進     | 村山鎭雄   | 古沢日出夫 | 横井三郎 |
| 15   | 4月14日       | 吸血鬼エリート（前編） | 鈴樹三千夫 | 黒田昌郎   | 高橋信也   | 遠藤重   |
| 16   | 4月21日       | 吸血鬼エリート（後編） | 鈴樹三千夫 | 黒田昌郎   | 高橋信也   | 遠藤重   |
| 17   | 4月28日       | 猫仙人                 | 雪室俊一   | 山口康男   | 我妻宏     | 横井三郎 |
| 18   | 5月5日        | 魔女人形               | 安藤豊弘   | 村山鎭雄   | 落合道正   | 山崎誠   |
| 19   | 5月12日       | 吸血木                 | 辻真先     | 白根徳重   | 落合道正   | 遠藤重義 |
| 20   | 5月19日       | 猫娘とねずみ男         | 雪室俊一   | 高見義雄   | 古沢日出夫 | 千葉秀雄 |
| 21   | 5月26日       | 妖怪獣（前編）         | 高久進     | 明比正行   | 細田暉雄   | 千葉秀雄 |
| 22   | 6月2日        | 妖怪獣（後編）         | 高久進     | 明比正行   | 細田暉雄   | 千葉秀雄 |
| 23   | 6月9日        | 峠の妖怪               | 辻真先     | 白根徳重   | 落合道正   | 遠藤重義 |
| 24   | 6月16日       | 白山坊                 | 雪室俊一   | 久岡敬史   | 古沢日出夫 | 横井三郎 |
| 25   | 6月23日       | 電気妖怪               | 安藤豊弘   | 高見義雄   | 細田暉雄   | 千葉秀雄 |
| 26   | 6月30日       | 海座頭                 | 鈴樹三千夫 | 村山鎭雄   | 生頼昭憲   | 千葉秀雄 |
| 27   | 7月7日        | おどろおどろ           | 鈴樹三千夫 | 白根徳重   | 落合道正   | 千葉秀雄 |
| 28   | 7月14日       | まくら返し             | 辻真先     | 村山鎭雄   | 鍋島嘉継   | 千葉秀雄 |
| 29   | 7月21日       | 鏡合戦                 | 雪室俊一   | 西沢信孝   | 生頼昭憲   | 千葉秀雄 |
| 30   | 7月28日       | 悪魔ベリアル           | 鈴樹三千夫 | 村山鎭雄   | 落合道正   | 千葉秀雄 |
| 31   | 8月4日        | もうりょう             | 安藤豊弘   | 永樹凡人   | 我妻宏     | 千葉秀雄 |
| 32   | 8月11日       | 妖花                   | 辻真先     | 白根徳重   | 窪詔之     | 千葉秀雄 |
| 33   | 8月18日       | さざえ鬼               | 雪室俊一   | 古沢日出夫 | 菊池城二   | 千葉秀雄 |
| 34   | 8月25日       | さら小僧               | 辻真先     | 久岡敬史   | 細田暉雄   | 横井三郎 |
| 35   | 9月1日        | こま妖怪               | 鈴樹三千夫 | 白根徳重   | 落合道正   | 秦秀信   |
| 36   | 9月8日        | ダイヤモンド妖怪       | 安藤豊弘   | 明比正行   | 我妻宏     | 千葉秀雄 |
| 37   | 9月15日       | 手の目                 | 安藤豊弘   | 村山鎭雄   | 落合道正   | 下川忠海 |
| 38   | 9月22日       | おりたたみ入道         | 雪室俊一   | 古沢日出夫 | 江藤文男   | 横井三郎 |
| 39   | 9月29日       | 妖怪軍団               | 鈴樹三千夫 | 設楽博     | 生頼昭憲   | 横井三郎 |
| 40   | 10月6日       | おベベ沼の妖怪         | 鈴樹三千夫 | 白根徳重   | 落合道正   | 下川忠海 |
| 41   | 10月13日      | ばけ猫                 | 鈴樹三千夫 | 茂野一清   | 江藤文男   | 秦秀信   |
| 42   | 10月20日      | 人食い島               | 雪室俊一   | 明比正行   | 我妻宏     | 横井三郎 |
| 43   | 10月27日      | ひでりがみ             | 安藤豊弘   | 山口康男   | 生頼昭憲   | 横井三郎 |
| 44   | 11月3日       | げた合戦               | 雪室俊一   | 白根徳重   | 落合道正   | 横井三郎 |
| 45   | 11月10日      | のっぺらぼう           | 雪室俊一   | 古沢日出夫 | 江藤文男   | 横井三郎 |
| 46   | 11月17日      | うぶめ                 | 安藤豊弘   | 久岡敬史   | 細田暉雄   | 遠藤重義 |
| 47   | 11月24日      | 天邪鬼                 | 雪室俊一   | 勝間田具治 | 落合道正   | 秦秀信   |
| 48   | 12月1日       | 雪ん子                 | 辻真先     | 明比正行   | 我妻宏     | 秦秀信   |
| 49   | 12月8日       | 天狐                   | 安藤豊弘   | 宮崎一哉   | 菊池城二   | 横井三郎 |
| 50   | 12月15日      | 妖怪関ケ原             | 辻真先     | 新田義方   | 生頼昭憲   | 秦秀信   |
| 51   | 12月22日      | 穴ぐら入道             | 鈴樹三千夫 | 山口康男   | 我妻宏     | 横井三郎 |
| 52   | 12月29日      | 吸血妖怪団             | 安藤豊弘   | 高見義雄   | 林正史     | 下川忠海 |
| 53   | 1969年 1月5日 | 妖怪大統領             | 小沢洋     | 山口康男   | 細田暉雄   | 井岡雅宏 |
| 54   | 1月12日       | 妖怪ラリー             | 雪室俊一   | 勝間田具治 | 落合道正   | 秦秀信   |
| 55   | 1月19日       | 妖怪毛羽毛現           | 辻真先     | 西沢信孝   | 田島実     | 秦秀信   |
| 56   | 1月26日       | 磯女                   | 小沢洋     | 古沢日出夫 | 昆進       | 下川忠海 |
| 57   | 2月2日        | 隠形魔法               | 雪室俊一   | 設楽博     | 生頼昭憲   | 井岡雅宏 |
| 58   | 2月9日        | おぼろぐるま           | 辻真先     | 勝間田具治 | 落合道正   | 秦秀信   |
| 59   | 2月16日       | だるま                 | 雪室俊一   | 宮崎一哉   | 岡田敏靖   | 下川忠海 |
| 60   | 2月23日       | 笠地蔵                 | 雪室俊一   | 明比正行   | 林正史     | 井岡雅宏 |
| 61   | 3月2日        | 後神                   | 小沢洋     | 古沢日出夫 | 鍋島嘉継   | 下川忠海 |
| 62   | 3月9日        | 海じじい               | 雪室俊一   | 高畑勲     | 落合道正   | 秦秀信   |
| 63   | 3月16日       | なまはげ               | 辻真先     | 西沢信孝   | 岡田敏靖   | 下川忠海 |
| 64   | 3月23日       | 陰摩羅鬼               | 雪室俊一   | 宮崎一哉   | 江藤文男   | 秦秀信   |
| 65   | 3月30日       | 妖怪ほうこう           | 鈴樹三千夫 | 勝間田具治 | 我妻宏     | 秦秀信   |

CM前後のアイキャッチは、目玉おやじが茶碗風呂に入ってる前に鬼太郎とねずみ男が立っている静止画像で統一されている。

## 放送局
系列は放送当時のもの。
| 放送対象地域 | 放送局       | 放送日時                                                                   | 系列                          | 備考                       |
| ------------ | ------------ | -------------------------------------------------------------------------- | ----------------------------- | -------------------------- |
| 関東広域圏   | フジテレビ   | 日曜 18:30 - 19:00                                                         | フジテレビ系列                | 制作局                     |
| 中京広域圏   | 東海テレビ   | 日曜 18:30 - 19:00                                                         | フジテレビ系列                |                            |
| 近畿広域圏   | 関西テレビ   | 日曜 18:30 - 19:00                                                         | フジテレビ系列                |                            |
| 福岡県       | テレビ西日本 | 日曜 18:30 - 19:00                                                         | フジテレビ系列                |                            |
| 長野県       | 長野放送     | 日曜 18:30 - 19:00 ↓ 日曜 12:30 - 13:00                                    | フジテレビ系列                | サービス放送期間中から放送 |
| 北海道       | 札幌テレビ   | 木曜 18:00 - 18:30                                                         | 日本テレビ系列 フジテレビ系列 |                            |
| 宮城県       | 仙台放送     | 月曜 18:15 - 18:45（1968年3月まで） 土曜 19:00 - 19:30（1968年4月から）    | 日本テレビ系列 フジテレビ系列 |                            |
| 広島県       | 広島テレビ   | 水曜 18:15 - 18:45（1968年3月時点） ↓ 火曜 18:00 - 18:30（1968年9月時点）  | 日本テレビ系列 フジテレビ系列 |                            |
| 青森県       | 青森放送     | 日曜 18:00 - 18:30（1968年3月時点） ↓ 金曜 18:00 - 18:30（1968年9月時点）  | 日本テレビ系列                |                            |
| 山形県       | 山形放送     | 土曜 17:00 - 17:30                                                         | 日本テレビ系列                |                            |
| 福井県       | 福井放送     | 火曜 17:00 - 17:30（1968年10月時点） ↓ 金曜 18:00 - 18:30（1969年9月時点） | 日本テレビ系列                | 1968年10月1日から放送。    |
| 山口県       | 山口放送     | 金曜 17:00 - 17:30                                                         | 日本テレビ系列                |                            |
| 愛媛県       | 南海放送     | 土曜 18:00 - 18:30                                                         | 日本テレビ系列                |                            |
| 石川県       | 北陸放送     | 月曜 18:00 - 18:30                                                         | TBS系列                       | 1968年4月1日から放送       |
| 岡山県       | 山陽放送     | 木曜 17:00 - 17:30                                                         | TBS系列                       | 1968年8月より放送          |
| 宮崎県       | 宮崎放送     | 日曜 15:30 - 16:00                                                         | TBS系列                       |                            |
| 鹿児島県     | 南日本放送   | 日曜 11:00 - 11:30                                                         | TBS系列                       |                            |
| 沖縄県       | 沖縄テレビ   | 土曜 18:30 - 19:00                                                         |                               |                            |

参照（個別に出典が提示されている局以外）:『昭和ちびっこ広告手帳 : 東京オリンピックからアポロまで』青幻舎、2009年4月20日、67頁。ISBN 9784861521812。

## 映画
- 1968年7月21日 - 『ゲゲゲの鬼太郎』（第5話・第6話のブローアップ版。フィルム紛失のため視聴不可能となっており、2012年7月21日発売のDVD『復刻！東映まんがまつり 1968年夏』にはTV版マスターを流用の上、収録されている）。
- 同時上映は『太陽の王子 ホルスの大冒険』、『魔法使いサリー 小さな魔法使い』、『ウルトラセブン』

## 商品情報

### VHS
全65話中56話収録。劇場版はなし。
1、2巻は『ゲゲゲの鬼太郎』、3巻以降は『モノクロ版ゲゲゲの鬼太郎』表記（タイトル画面での『モノクロ版』表記は3・8・10・12・13巻、画面下中央に『白黒版』と表記されているのは4巻と『ゲゲゲの鬼太郎グラフィティ』）。36、41、46、47、58、59、61、64、65話はビデオ未収録。当時のビデオは話数通りの収録はされないことが多く、以下のような収録がなされている。
（ ）は予告編の収録話数。
| - 1巻：2、10、11話収録（3） - 2巻：5、6、7話収録（8） - 3巻：12、15、16話収録（17、18、19） - 4巻：17、20、28話収録（23、24、25） - 5巻：1、3、29、32話収録（2、4、5、6） - 6巻：8、14、18、24話収録（19、20、21、22） - 7巻：4、13、21、22話収録（5、20、23、25） - 8巻：9、19、37、45話収録（10、12、38、46） | - 9巻：23、30、42、48話収録（49、50、51、52） - 10巻：27、31、50、57話収録（58、59、60、61） - 11巻：25、34、44、52話収録（53、54、55、56） - 12巻：26、33、56、62話収録（58、59、60、61） - 13巻：40、43、49、51話収録（39、50、53、54） - 14巻：39、53、54、55話収録（35、36、38、46） - 15巻：35、38、60、63話収録（36、46、61） - ゲゲゲの鬼太郎グラフィティ：全65話の予告編収録（悪魔くん（実写版）と河童の三平〜妖怪大作戦〜のオープニングが入っていた） |

### DVD
販売元：ポニーキャニオン、発売元：東映アニメーション、フジテレビジョン
レンタルDVDは2008年5月30日からレンタル開始。
| ゲゲゲの鬼太郎 60's | ゲゲゲの鬼太郎 60's | ゲゲゲの鬼太郎 60's | ゲゲゲの鬼太郎 60's |
| 巻数                | 発売日              | 品番                | 収録話              |
| ------------------- | ------------------- | ------------------- | ------------------- |
| 1                   | 2008年5月30日       | PCBE-52914          | 第1話 - 第6話       |
| 2                   | 2008年6月27日       | PCBE-52915          | 第7話 - 第12話      |
| 3                   | 2008年7月25日       | PCBE-52916          | 第13話 - 第18話     |
| 4                   | 2008年8月29日       | PCBE-52917          | 第19話 - 第24話     |
| 5                   | 2008年9月17日       | PCBE-52918          | 第25話 - 第30話     |
| 6                   | 2008年10月31日      | PCBE-52919          | 第31話 - 第36話     |
| 7                   | 2008年11月28日      | PCBE-52920          | 第37話 - 第42話     |
| 8                   | 2008年12月26日      | PCBE-52921          | 第43話 - 第48話     |
| 9                   | 2009年1月30日       | PCBE-52922          | 第49話 - 第54話     |
| 10                  | 2009年2月27日       | PCBE-52923          | 第55話 - 第60話     |
| 11                  | 2009年3月18日       | PCBE-52924          | 第61話 - 第65話     |

BOX
| タイトル                                            | 発売日        | 品番                        | 収録話                              |
| --------------------------------------------------- | ------------- | --------------------------- | ----------------------------------- |
| ゲゲゲの鬼太郎1968 DVD-BOX ゲゲゲBOX 60's           | 2006年12月6日 | PCBE-62267 完全予約限定生産 | 全65話                              |
| ゲゲゲの鬼太郎 ゲゲゲBOX 60's＆70's 2ボックスセット | 2006年12月6日 | PCBE-62269 完全予約限定生産 | 第1シリーズ全65話 第2シリーズ全45話 |

ゲゲゲの鬼太郎 TVアニメ DVDマガジン
2013年5月28日から2014年5月27日にかけて刊行されたDVDマガジン。全27巻。
第一巻から第十一巻に第2シリーズ全45話が、第十二巻から第二十七巻に第1シリーズ全65話が収録された。

### CD
- ゲゲゲの鬼太郎 '60's + '70's ミュージックファイル（2006年12月6日発売、品番：PCCG-00816）
第1、第2シリーズのBGMや主題歌、エンディングなどを収録。CD2枚組。発売元はポニーキャニオン。

### オムニバス
- テレビアニメ版 ゲゲゲの鬼太郎テーマコレクション（2007年9月26日発売、品番：NECA-30203）
第1シリーズから第5シリーズ第26話までの各主題歌を収録。第1、第2シリーズの曲はTVサイズでの収録（ただし、歌詞はフルサイズで掲載されている）で、「鬼太郎オリンピック」は未収録。発売元はインデックスミュージック。
- ゲゲゲの鬼太郎・コレクション（2008年3月23日発売、品番：NECA-30225）
アニメ放送開始以来、多様なジャンルのアーティストがカバーしてきた主題歌「ゲゲゲの鬼太郎」を収録。発売元はインデックスミュージック。
- ゲゲゲの愛蔵盤 水木しげるの映像世界 TV主題歌ベスト（2010年12月22日発売、品番：KICA-2401）
『ゲゲゲの鬼太郎』、『悪魔くん』、『河童の三平』のテレビ主題歌や挿入歌を収録。発売元はキングレコード。
- ゲゲゲの鬼太郎 歴代主題歌集（2019年3月20日発売、品番：COCX-40763）
第1シリーズから第6シリーズのオープニング主題歌や、カヴァー・ヴァージョンなどを収録。発売元は日本コロムビア。

## 補足
本放送の終了直後の1969年4月6日より、関東地区のみ、『親子そろって それ買え！やれ変え!!』（京唄子・鳳啓助司会の買い物ゲーム番組）の後番組として、毎週日曜12時30分 - 13時に半年間再放送された。